# Padre no hay más que uno
Padre no hay más que uno es una película cómica española del año 2019, dirigida por Santiago Segura  y escrita por Marta González de Vega y Santiago Segura, protagonizada por él mismo. Se trata de una nueva versión de la comedia argentina Mamá se fue de viaje, dirigida por Ariel Winograd.
Esta es la primera de las cinco películas pertenecientes a la franquicia Padre no hay más que uno.

## Argumento
Javier es un hombre que cree saberlo todo, pero no mueve un dedo para ayudar a su mujer en el cuidado de la casa y de sus cinco hijos. Sin embargo, este padre de familia tiene que enfrentarse a la realidad cuando su mujer decide irse de viaje y dejarlo solo con sus hijos. Esta será una experiencia que cambiará las vidas de todos para siempre.

## Reparto
- Santiago Segura como Javier García.
- Toni Acosta como Marisa Loyola.
- Silvia Abril como Carmen.
- Leo Harlem como Paco García.
- Wendy Ramos como Rosaura.
- Martina D'Antiochia como Sara García Loyola.
- Calma Segura como Carlota García Loyola
- Luna Fulgencio como Rocío García Loyola.
- Carlos González Morollón como Daniel García Loyola "Dani".
- Sirena Segura como Paula García Loyola.
- Marta González de Vega como Leticia
- Inés de León como Secretaria del Padre.
- Anabel Alonso como Directora del colegio.
- Daniela Blume como Cliente.
- Fernando Gil como Cliente.
- Pepa Charro como profesora preescolar.
- Goizalde Núñez como Azafata nerviosa.
- El Rubius como él mismo.
- Ona Carbonell como Monitora natación.
- Boris Izaguirre como Jurado del casting.
- Rosa López como Jurado del casting.
- Carlos Baute como Jurado del casting.
- Diana Navarro como Madre del colegio.
- Mónica Pérez como Madre del colegio.
- Alberto Casado como Psicólogo de Rocío.
- Diego Arroba como Ocho, novio de Sara.
- Ricky Rubio como Jugador de Baloncesto

## Taquilla
La comedia fue todo un boom en los cines españoles, consiguiendo ser el segundo mejor estreno en la taquilla española de 2019. Además, su primera semana recaudó más de 3 millones de euros con 600.000 espectadores. Consiguió ser la película española más taquillera de 2019.
Fue distribuida en cines por Sony Pictures España. Posteriormente distribuida por FlixOlé y Amazon Prime Video.

## Secuela
En octubre de 2019 Toni Acosta anunció que la película tendría una secuela con el mismo reparto y que sería estrenada en 2020, también dirigida por Santiago Segura. Esta película se llama Padre no hay más que uno 2: La llegada de la suegra.
La tercera parte, Padre no hay más que uno 3, también dirigida por Santiago Segura y con casi el mismo reparto principal, se estrenó el 14 de julio de 2022 en los cines.
La cuarta secuela Padre no hay más que uno 4: Campanas de boda salió en 2024.